# Emil Hlavica
Emil Hlavica (28. dubna 1887, Vsetín – 7. dubna 1952, Brno), byl český akademický sochař, malíř, grafik a ilustrátor.

## Život
Nejprve se učil u svého otce, řezbáře Františka Hlavici a v roce 1909 odešel do Prahy. Studoval rok na VŠUP u prof. Jana Kastnera a poté přešel na AVU v Praze, kde byl studentem profesora Josefa Václava Myslbeka, se kterým po absolvování spolupracoval. Během první světové války vyučoval na reálném gymnáziu v Rakovníku a v letech 1916–1919 byl asistentem kreslení na VUT v Brně. Poté začal pracovat zcela samostatně.
V říjnu roku 1924  byl sochař Emil Hlavica přijat v Topolčiankách presidentem republiky TGM, který mu dovolil zhotoviti podobu dle nynější skutečnosti pro plánovaný pomník ve Vsetíně.
Jeho známými díly jsou pomníky Bedřicha Smetany v Holešově (1924), Leoše Janáčka ve Štramberku (1927) a socha Helenky hrdinky Pohádky máje nyní umístěná před podkomorskou myslivnou.
Emil Hlavica tvořil ve svém ateliéru na Kounicově ulici v Brně.
Byl pohřben na Ústředním hřbitově v Brně.

## Galerie

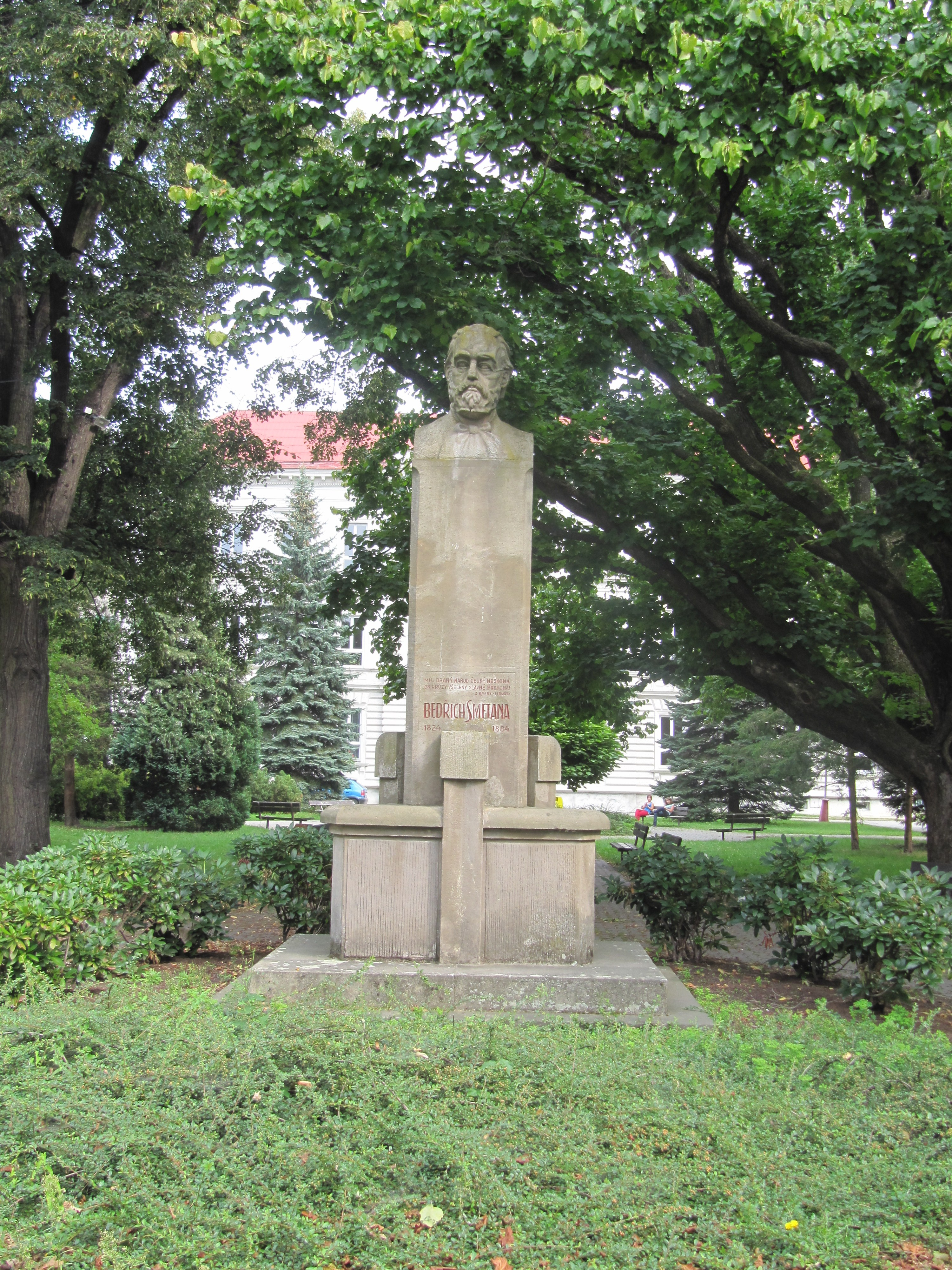
Pomník Bedřicha Smetany v Holešove
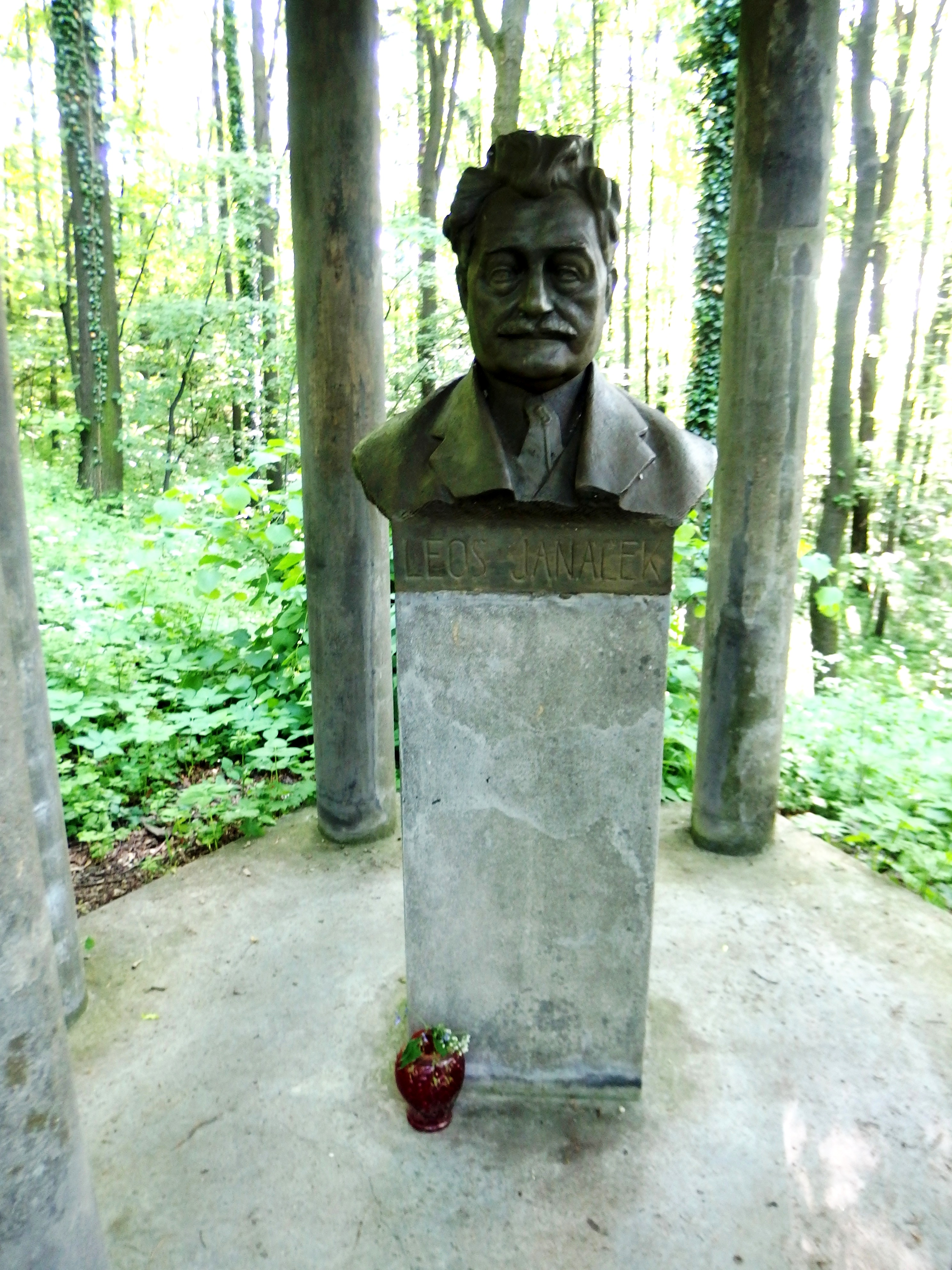
Pomník Leoše Janáčka ve Štramberku
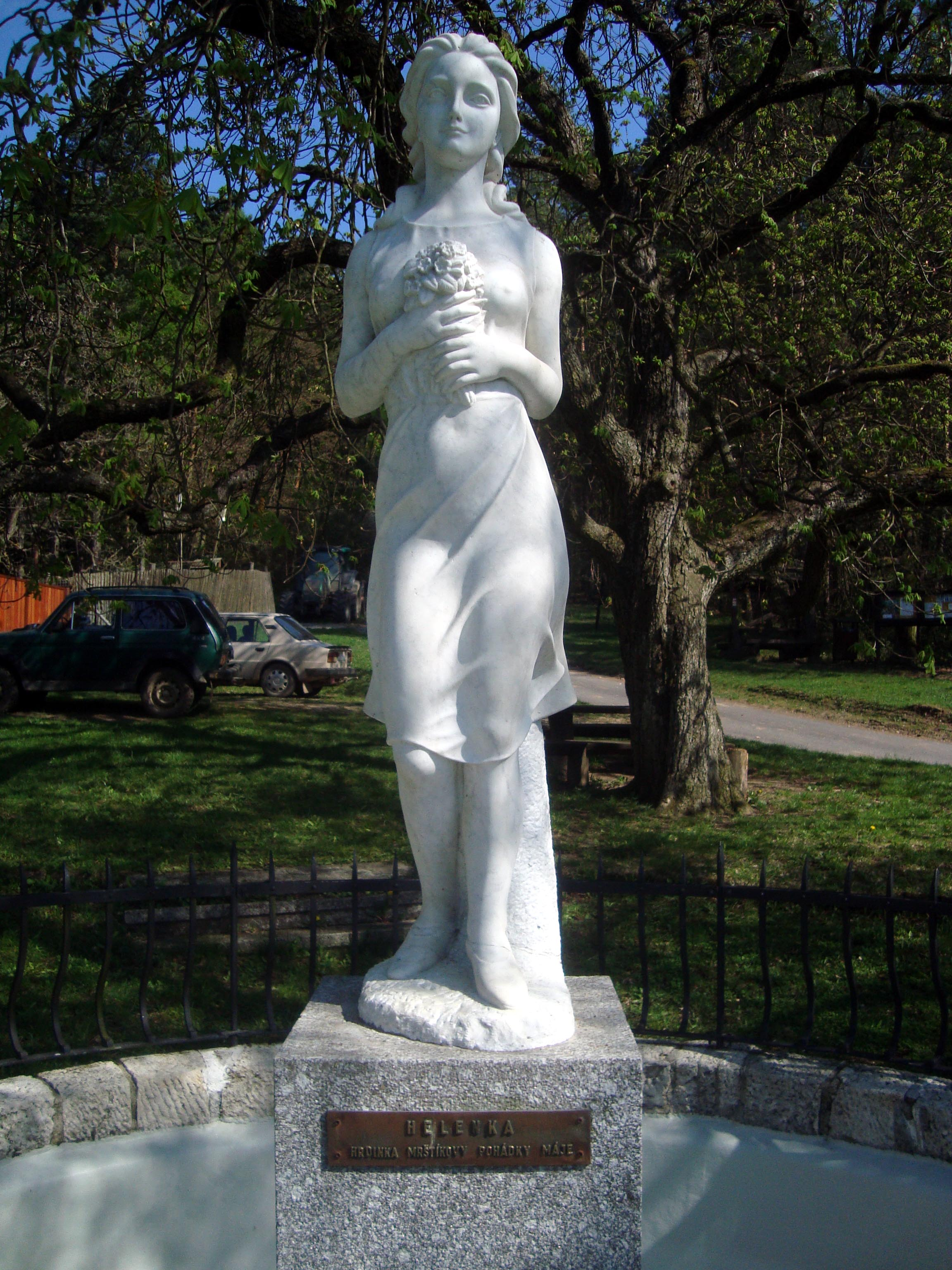
Socha Helenky z podkomorské myslivny, ztvárnil Emil Hlavica
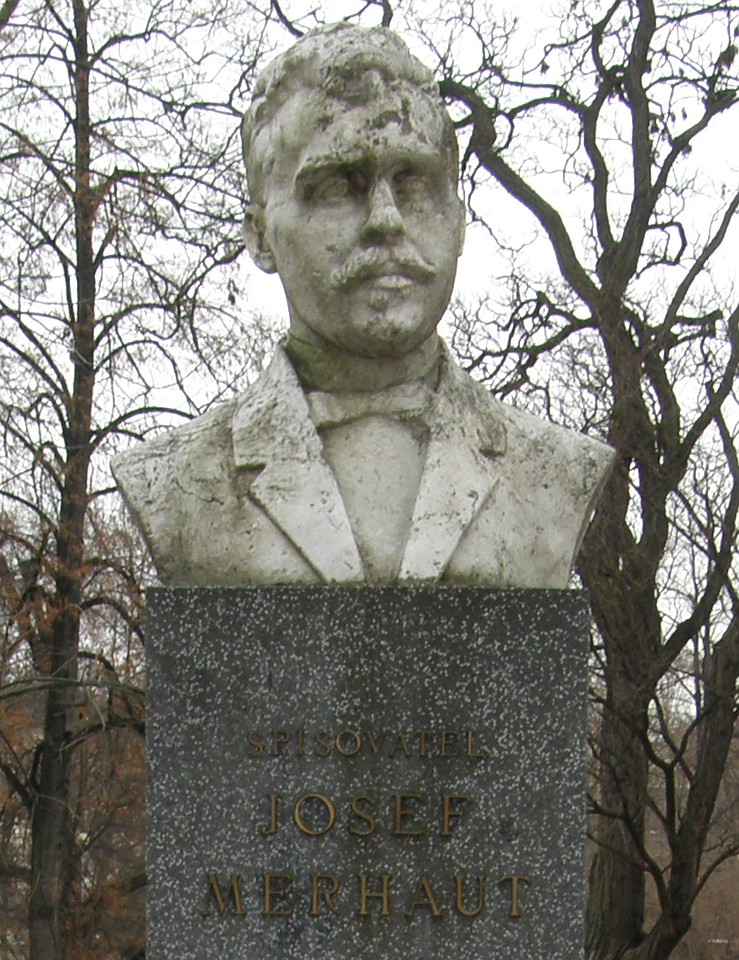
Busta spisovatele Josefa Merhauta od Emila Hlavici a Jana Mráčka v lužáneckém parku (1929)
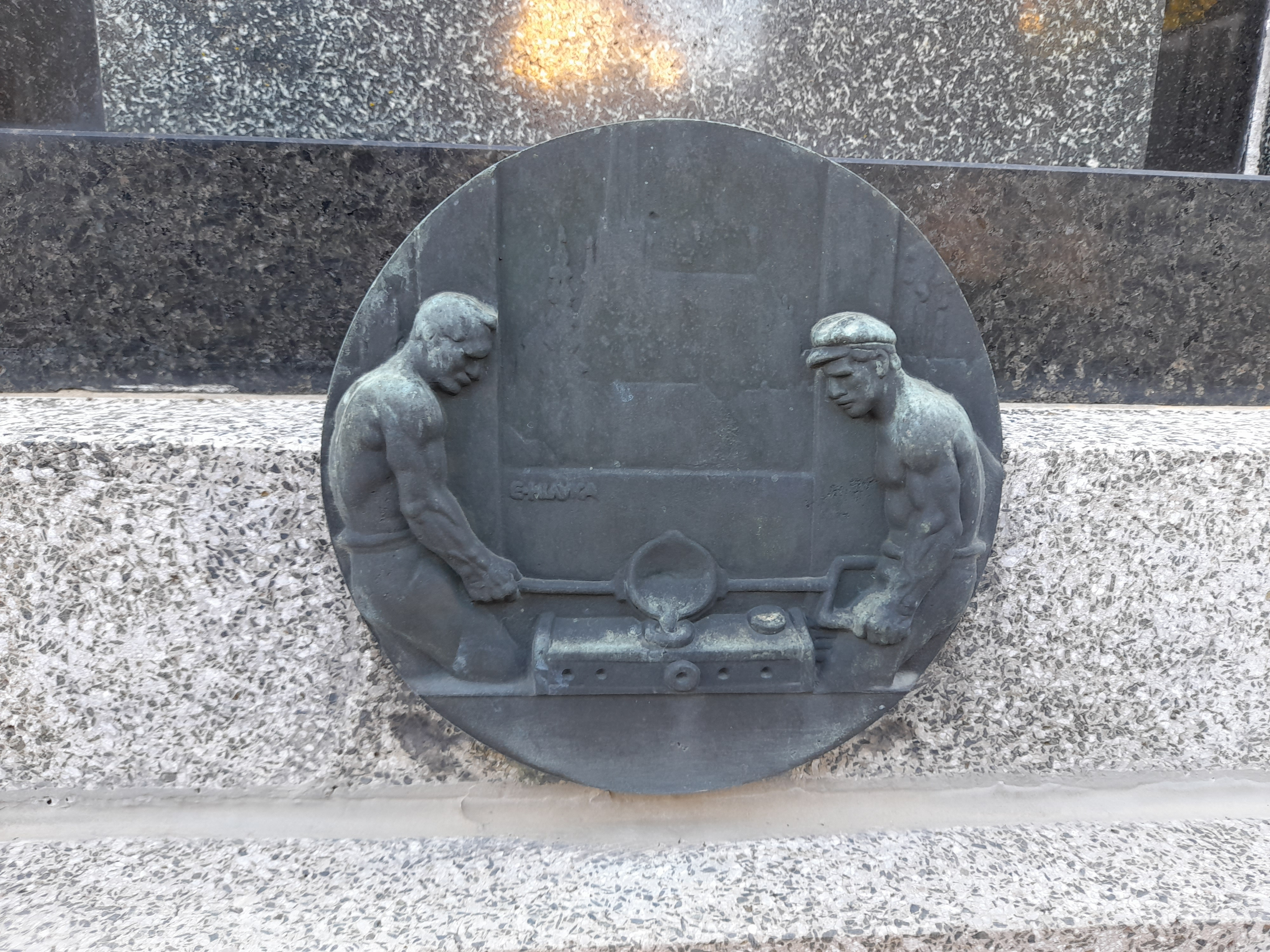
Reliéf na hrobě, hřbitov Rajhrad